# Římskokatolická farnost u kostela sv. Jakuba, Jihlava
 Římskokatolická farnost u kostela sv. Jakuba, Jihlava je územní společenství římských katolíků v Jihlavě, s farním kostelem sv. Jakuba staršího. Farnost je inkorporována strahovským premonstrátům.

## Historie farnosti
Svatojakubská farnost byla založena ve 13. století a je dodnes spravována kněžími řádu premonstrátů, od roku 1591 jsou to premonstráti strahovští. Stavba kostela svatého Jakuba začala krátce po založení města (mezi lety 1240–1243). Kostel byl v květnu 1257 posvěcen a povýšen na kostel farní olomouckým biskupem Brunem ze Schauenburku. Současně sem byla přenesena farní správa od kostela sv. Jana Křtitele. První písemně doložený farář se jmenoval Štěpán a v Jihlavě je zmiňován v letech 1257 a 1258. Přehled správců svatojakubské farnosti od této doby je uveden na webových stránkách farnosti.

## Kostely a kaple
- farní kostel sv. Jakuba Staršího
- filiální kostel sv. Ignáce
- filiální kostel sv. Jana Křtitele
- filiální kostel sv. Ducha

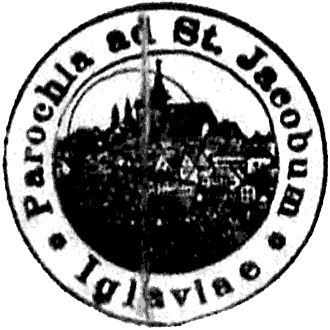
Razítko farnosti z rodného listu (1937)

- filiální kostel Povýšení sv. Kříže
- filiální kostel Božského Srdce Páně (Malý Beranov)
- kaple Narození Panny Marie (Kosov u Jihlavy)
- kaple sv. Petra a Pavla (Studénky)
- kaple sv. Floriána (Zborná)

## Duchovní správci
Farářem byl od 1. července 2008 P. ThLic. Petr Ivan Božik, O.Praem. Toho k 1. srpnu 2019 vystřídal D. ICLic. Mgr. Marian Jiří Husek, OPraem.

## Bohoslužby
| Kostel              | Místo   | Bohoslužba (den)                                 | Hodina | Poznámka     |
| ------------------- | ------- | ------------------------------------------------ | --- | ------------ |
| sv. Jakuba Staršího | Jihlava | neděle pondělí úterý středa čtvrtek pátek sobota | 10.30, 19:00 8.00, 18.00 (mimo prázdniny) 8.00, 18.00 (pro děti – mimo prázdniny) 8.00 8.00, 18.00 (pro mládež) 8.00 | farní kostel |

## Kněží pocházející z farnosti
Dne 29. června 2003 měl v kostele primici novokněz P. Josef Sedlák. Šlo o jednoho ze čtrnácti kněží z této farnosti, kteří byli od roku 1945 vysvěceni. Patří mezi ně například karmelitán Vojtěch Kodet, salesián Jan Med a premonstrát Michael Josef Pojezdný.

## Aktivity farnosti
Ve farnosti se pravidelně konají biblické hodiny, modlitby matek, setkání seniorů a premonstrátských terciářů, v provozu je farní knihovna. Při bohoslužbách účinkuje schola dětí i mládeže nebo chrámový sbor. 
Dnem vzájemných modliteb farností za bohoslovce a bohoslovců za farnosti brněnské diecéze je 14. říjen. Adorační den připadá na 2. září.
Každoročně se ve farnosti koná tříkrálová sbírka. V roce 2015 se na celém území Jihlavy vybralo přes 115 tisíc korun. V roce 2017 dosáhl výtěžek sbírky v Jihlavě 103 396 korun.